# American Go Association
L’American Go Association (AGA, Association américaine de go) est l'organisation officielle chargée de  la promotion du jeu de go aux États-Unis. Fondée en 1935 par le maître international d'échecs Edward Lasker et quelques-uns de ses amis au restaurant Chumley's de New York, l'AGA est l'une des plus anciennes associations de go en Occident. Elle est membre de la Fédération internationale de go, laquelle appartient elle-même à l'Association générale des fédérations internationales de sports.
L'AGA met en ligne chaque semaine The American Go E-Journal, une publication électronique comptant 13 000 abonnés dans le monde ; elle gère un système national de classement ; elle organise chaque année le US Go Congress, ainsi que des stages de formation pour les jeunes joueurs animés par des professionnels ; elle sélectionne les représentants américains dans les compétitions internationales ; enfin, elle soutient les clubs et associations locales dans leurs activités de promotion du go.
L'AGA a développé un ensemble de règles conservant pour l'essentiel les avantages de la règle chinoise tout en permettant de compter « à la japonaise » ; ces règles ont été adoptées par un grand nombre d'associations occidentales, par exemple la Fédération française de go, ou la Fédération européenne de go.